# ماك (فيلادلفيا دائما مشمسة)
رونالد «ماك» ماكدونالد (بالإنجليزية: Ronald "Mac" McDonald) شخصية خيالية من مسلسل قناة إف إكس الكوميدي فيلادلفيا دائماً مشمسة، يؤدي دورها الممثل روب ماكيلهيني. ماك أحد مالكين حانة باديز، صديق تشارلي منذ الطفولة، وزميل دينيس من المدرسة الثانوية.

## خلفية الشخصية
أتى ماك من عائلة مفككة والدهُ لوثر ماكدونالد مُدان بتهمة تجارة المخدرات، ووالدتهُ السيدة ماكدونالد التي عادة ما تدخن السجائر. يرى ماك نفسه شخصاً قوياً يُجيد الفنون القتالية، ويعتبر نفسه مأمور حانة باديز. في بداية الموسم السابع زاد ماك من وزنه ستون رطلاً (27.2 كغم).

## وصلات خارجية
- ماك (فيلادلفيا دائما مشمسة) في قاعدة بيانات الأفلام على الإنترنت